# 아크굴 아만무라도바
아크굴 차리예브나 아만무라도바(우즈베크어: Oqgul Choriyevna Omonmurodova 오크굴 초리예브나 오몬무로도바, 러시아어: Акгу́ль Чариевна Аманмура́дова, 1984년 6월 23일~)는 우즈베키스탄의 테니스 선수이다. 신장이 190cm에 달하며 여자 테니스 역사상 가장 키가 큰 선수 중 한 명이다.
WTA 투어에서 복식 타이틀 2개, ITF 여자 서킷에서 10개의 단식 타이틀 10개와 복식 타이틀 16개를 획득했다. 2008년 5월 26일에 개인 최고 단식 세계 랭킹인 50위에 도달했다. 2010년 1월 18일에는 WTA 복식 랭킹에서 36위에 올랐다.
우즈베키스칸 국가대표 선수로 활동하면서 2008년 하계 올림픽에 참가했고 2006년 아시안 게임 여자 복식 동메달, 2010년 아시안 게임 여자 단식 은메달을 획득했다.